# Izerskie Garby
Izerskie Garby (německy Weisser Steinrücken) je hora ležící ve Vysokém jizerském hřebeni, v polské části pohoří Jizerské hory. Izerskie Garby sousedí z jedné strany s masivem Zielona Kopa, jemuž dominuje nejvyšší hora Jizerských hor Wysoka Kopa, a z druhé strany leží hory Zwalisko a Wysoki Kamień. Přímo na vrcholu se nachází dnes nevyužívaný lom Stanisław. Na počátku devadesátých let 20. století bylo poblíž lomu Stanisław postaveno deset kovových soch, rozestavených v pravidelných odstupech, s názvem Železní lidé. Autorem byl Zbygniew Frąckiewicz.

## Název
Tento vrchol má neobvykle bohatou historii názvosloví. Říkalo se mu také Biały Lwiniec, Biały Kamień, Weisser Steinrücken, Weisse Flins nebo Bílé Garby.

## Přístup
Hřebenová červená turistická cesta Izerskie Garby obchází, ale asi 500 m od vrcholu z ní odbočuje neznačená cesta kolem lomu Stanisław, která vede až pod vrchol. Nejvyšší bod se nachází na západní hraně lomu, původní vrchol byl odtěžen.

## Geologie
Již Vlachové zde objevili pod povrchem obrovské křemenné žíly. Krystalický křemen mléčné barvy zde byl těžen od 13. století. Na jeho základě vznikl v oblasti sklářsko-hutnický průmysl. Na území hory Izerskie Garby se nenacházel pouze křemen či křišťál, ale také tzv. zlatonosný křemen, který zde byl těžen již ve středověku. Dodnes je zde dochován lom Stanisław, který byl na své jméno přejmenován po druhé světové válce. Tento důl je nejvýše položeným kamenolomem v Polsku. V souvislosti s lomem zde byla v minulosti vybudována i sklářská osada Orle, ve které do současnosti zbyly jen 3 budovy.